# خرمدرق (تشاراويماق)
خرمدرق (بالفارسية: خرمدرق) هي منطقة سكنية تقع في قسم تشاراويماق المركزي في إيران. يقدر عدد سكانها بـ 286 نسمة .